# Пологовский комбинат хлебопродуктов
Пологовский комбинат хлебопродуктов — предприятие пищевой промышленности в городе Пологи Пологовского района Запорожской области Украины.

## История
Государственный зерновой элеватор в райцентре Пологи был построен и начал работу в 1925 году (в это время здесь уже действовали хлебоприёмный пункт "Заготзерно" и две мельницы).
В ходе Великой Отечественной войны 5 октября 1941 года город Пологи был оккупирован немецкими войсками, 17 сентября 1943 года - освобождён советскими войсками 5-й ударной армии Южного фронта. В соответствии с тактикой "выжженной земли", отступающие немецкие войска предприняли попытку уничтожить населённый пункт - здесь были разрушены железнодорожный узел, рудник, завод «Коагулянт», и другие предприятия и организации, здания школ, больницы и жилые дома. Общий ущерб городу составил 14,5 млн. рублей. Пострадали и предприятия мукомольной промышленности, а одна из мельниц была разрушена.
После окончания войны в результате объединения нескольких ранее существовавших предприятий мукомольной промышленности была создана Пологовская реализационная база хлебопродуктов.
По состоянию на начало 1970 года в состав реалбазы входили механический цех, цех сушки зерна и два зернохранилища (на 53 тыс. тонн и на 88 тыс. тонн зерна). В дальнейшем, на основе реалбазы был создан Пологовский комбинат хлебопродуктов.
После провозглашения независимости Украины комбинат перешёл в ведение министерства сельского хозяйства и продовольствия Украины.
В марте 1995 года Верховная Рада Украины внесла комбинат в перечень предприятий, приватизация которых запрещена в связи с их общегосударственным значением.
После создания в августе 1996 года государственной акционерной компании "Хлеб Украины" комбинат стал дочерним предприятием ГАК "Хлеб Украины". В дальнейшем, государственное предприятие было преобразовано в арендное предприятие.
В ноябре 1997 года Кабинет министров Украины утвердил решение о приватизации комбината, в дальнейшем предприятие было преобразовано в открытое акционерное общество.
В ноябре 2000 года арбитражный суд Запорожской области возбудил дело о банкротстве комбината.
В дальнейшем, предприятие перешло в собственность компании «Glencore Agriculture Ukraine» (структурного подразделения швейцарской компании "Glencore International AG"). В конце 2016 года "Glencore" приняла решение о продаже пяти хлебоприёмных предприятий (в том числе, Пологовского КХП), в феврале 2017 года Антимонопольный комитет Украины разрешил компании "РВ-Капитал" купить Пологовский КХП.

## Современное состояние
Основными функциями предприятия являются хранение, сушка и отгрузка зерновых культур (пшеницы и ячменя), масличных культур (семян рапса и семян подсолнечника), а также гороха.
Общая ёмкость КХП составляет 140 тыс. тонн (бетонные силосы на 76 тыс. тонн и напольные склады на 64 тыс. тонн).